# Luis Alberto Perea
Luis Alberto Perea (Medellín, 3 settembre 1986) è un calciatore colombiano, attaccante svincolato.

## Carriera
Ha giocato nella prima divisione dei campionati colombiano, peruviano, cileno e statunitense. Con il Deportivo Quito ha giocato anche 2 partite in Coppa Libertadores.

## Palmarès

### Individuale
- Capocannoniere della Copa Inca: 1

2014 (12 reti)